# بازکردن حلقه
بازکردن حلقه (انگلیسی: Loop unrolling) از تکنیک‌های تبدیل حلقه یا لوپ در برنامه‌نویسی و بهینه‌سازی می‌باشد، که با استفاده از روش بازکردن حلقه، تلاش می‌کند تا سرعت اجرای برنامه را بهینه‌سازی نماید. این روش اغلب برای حلقه‌های کوتاه مناسب است. پس از اینکه یک حلقه باز می‌شود، شرط حلقه برای چک کردن وجود ندارد و در هر مرحله اجرای حلقه، شاخه‌های کمتری اجرا می‌شوند. در مجموع با استفاده از تکنیک بازکردن حلقه، سرعت اجرای برنامه افزایش می‌یابد و از سوی دیگر، حجم کد برنامه افزایش خواهد یافت. تکنیک بازکردن حلقه، بخشی از روش‌های درستی‌یابی صوری است، که کاربرد ویژه آن در زمینه وارسی مدل می‌باشد.